# Singapur na Letnich Igrzyskach Olimpijskich 2020
Singapur na Letnich Igrzyskach Olimpijskich 2020 reprezentowało 23 zawodników: 6 mężczyzn i 17 kobiet. Był to 17 start reprezentacji Singapuru na letnich igrzyskach olimpijskich.

## Skład kadry

### Badminton
| Zawodnik     | Konkurencja        | Faza grupowa               | Faza grupowa                       | Faza grupowa     | Pozycja | 1/8              | Ćwierćfinały     | Półfinały        | Finał            | Finał   | Źródło            |
| Zawodnik     | Konkurencja        | Przeciwnik Wynik           | Przeciwnik Wynik                   | Przeciwnik Wynik | Pozycja | Przeciwnik Wynik | Przeciwnik Wynik | Przeciwnik Wynik | Przeciwnik Wynik | Pozycja | Źródło            |
| ------------ | ------------------ | -------------------------- | ---------------------------------- | ---------------- | ------- | ---------------- | ---------------- | ---------------- | ---------------- | ------- | ----------------- |
| Loh Kean Yew | gra pojedyncza (m) | Mahmoud 2:0 (21:15, 21:12) | Christie 1:2 (20:22, 21:13, 18:21) | N\A              | 2.      | NQ               | NQ               | NQ               | NQ               | 15.     | [ 3 ] [ 4 ] [ 5 ] |
| Yeo Jia Min  | gra pojedyncza (k) | Gaitan 2:0 (21:7, 21:10)   | Kim Ga-eun 0:2 (13:21, 14:21)      | N\A              | 2.      | NQ               | NQ               | NQ               | NQ               | 15.     | [ 6 ] [ 4 ] [ 7 ] |

### Gimnastyka
| Zawodniczka | Konkurencja             | Kwalifikacje | Kwalifikacje | Finał  | Finał   | Źródło |
| Zawodniczka | Konkurencja             | Punkty       | Pozycja      | Punkty | Pozycja | Źródło |
| ----------- | ----------------------- | ------------ | ------------ | ------ | ------- | ------ |
| Tan Sze En  | ćwiczenia na równoważni | 11,033       | 84.          | NQ     | NQ      | [ 8 ]  |
| Tan Sze En  | ćwiczenia wolne         | 11,833       | 75.          | NQ     | NQ      | [ 8 ]  |

### Jeździectwo
| Caroline Chew | Ujeżdżenie indywidualnie | Tribiani | EL | [ 9 ] |

### Lekkoatletyka
| Zawodnik                | Konkurencja | Eliminacje | Eliminacje | Półfinał | Półfinał | Finał | Finał   | Źródło |
| Zawodnik                | Konkurencja | Wynik      | Miejsce    | Wynik    | Miejsce  | Wynik | Miejsce | Źródło |
| ----------------------- | ----------- | ---------- | ---------- | -------- | -------- | ----- | ------- | ------ |
| Shanti Veronica Pereira | 200 m (k)   | 23,96      | 6.         | NQ       | NQ       | NQ    | NQ      | [ 10 ] |

### Pływanie
| Zawodnik         | Konkurencja           | Eliminacje | Eliminacje | Półfinał | Półfinał | Finał     | Finał   | Źródło |
| Zawodnik         | Konkurencja           | Czas       | Miejsce    | Czas     | Miejsce  | Czas      | Miejsce | Źródło |
| ---------------- | --------------------- | ---------- | ---------- | -------- | -------- | --------- | ------- | ------ |
| Joseph Schooling | 100 m dowolnym (m)    | 49,84      | 39.        | NQ       | NQ       | NQ        | NQ      | [ 11 ] |
| Quah Zheng Wen   | 100 m grzbietowym (m) | 53,94      | 22.        | NQ       | NQ       | NQ        | NQ      | [ 12 ] |
| Joseph Schooling | 100 m motylkowym (m)  | 53,12      | 44.        | NQ       | NQ       | NQ        | NQ      | [ 13 ] |
| Quah Zheng Wen   | 100 m motylkowym (m)  | 52,39      | 34.        | NQ       | NQ       | NQ        | NQ      | [ 13 ] |
| Quah Zheng Wen   | 200 m motylkowym (m)  | 1:56,42    | 22.        | NQ       | NQ       | NQ        | NQ      | [ 14 ] |
| Quah Ting Wen    | 50 m dowolnym (k)     | 26,16      | 40.        | NQ       | NQ       | NQ        | NQ      | [ 15 ] |
| Quah Ting Wen    | 100 m dowolnym (k)    | 56,36      | 36.        | NQ       | NQ       | NQ        | NQ      | [ 16 ] |
| Chantal Liew     | 10 km (k)             | N/A        | N/A        | N/A      | N/A      | 2:08:17,9 | 23.     | [ 17 ] |

### Skoki do wody
| Zawodnik      | Konkurencja                  | Preeliminacje | Preeliminacje | Półfinał | Półfinał | Finał  | Finał   | Źródło |
| Zawodnik      | Konkurencja                  | Punkty        | Miejsce       | Punkty   | Miejsce  | Punkty | Miejsce | Źródło |
| ------------- | ---------------------------- | ------------- | ------------- | -------- | -------- | ------ | ------- | ------ |
| Jonathan Chan | wieża 10 m indywidualnie (m) | 311,15        | 26.           | NQ       | NQ       | NQ     | NQ      | [ 18 ] |
| Freida Lim    | wieża 10 m indywidualnie (k) | 215,90        | 30.           | NQ       | NQ       | NQ     | NQ      | [ 19 ] |

### Strzelectwo
| Zawodnik  | Konkurencja              | Kwalifikacje | Kwalifikacje | Finał | Finał   | Źródło |
| Zawodnik  | Konkurencja              | Wynik        | Pozycja      | Wynik | Pozycja | Źródło |
| --------- | ------------------------ | ------------ | ------------ | ----- | ------- | ------ |
| Adele Tan | karabin pneumatyczny (k) | 625,3        | 21.          | NQ    | NQ      | [ 20 ] |

### Szermierka
| Zawodnik       | Konkurencja              | 1/32             | 1/16             | 1/8              | Ćwierćfinały     | Półfinały        | Finał/o 3. miejsce | Finał/o 3. miejsce | Źródło |
| Zawodnik       | Konkurencja              | Przeciwnik Wynik | Przeciwnik Wynik | Przeciwnik Wynik | Przeciwnik Wynik | Przeciwnik Wynik | Przeciwnik Wynik   | Pozycja            | Źródło |
| -------------- | ------------------------ | ---------------- | ---------------- | ---------------- | ---------------- | ---------------- | ------------------ | ------------------ | ------ |
| Amita Berthier | floret indywidualnie (k) | Bye              | Kiefer P 4-15    | NQ               | NQ               | NQ               | NQ                 | 30.                | [ 21 ] |
| Kiria Tikanah  | szpada indywidualnie (k) | Coco Lin W 15-11 | Popescu P 10-15  | NQ               | NQ               | NQ               | NQ                 | 32.                | [ 22 ] |

### Tenis stołowy
| Zawodnik                      | Konkurencja           | Eliminacje       | Runda 1          | Runda 2          | Runda 3             | 1/8 finału       | Ćwierćfinały     | Półfinały        | Finał            | Finał   | Źródło |
| Zawodnik                      | Konkurencja           | Przeciwnik Wynik | Przeciwnik Wynik | Przeciwnik Wynik | Przeciwnik Wynik    | Przeciwnik Wynik | Przeciwnik Wynik | Przeciwnik Wynik | Przeciwnik Wynik | Pozycja | Źródło |
| ----------------------------- | --------------------- | ---------------- | ---------------- | ---------------- | ------------------- | ---------------- | ---------------- | ---------------- | ---------------- | ------- | ------ |
| Clarence Chew                 | gra pojedyncza (m)    | Bye              | Diaw W 4-2       | Habesohn P 1-4   | NQ                  | NQ               | NQ               | NQ               | NQ               | 33.     | [ 23 ] |
| Yu Mengyu                     | gra pojedyncza (k)    | N/A              | N/A              | Shao Jieni W 4-0 | Cheng I-ching W 4-0 | Juan Liu W 4-1   | Ishikawa W 4-1   | Chen Meng P 0-4  | Mima Itō P 1-4   | 4.      | [ 24 ] |
| Feng Tianwei                  | gra pojedyncza (k)    | N/A              | N/A              | N/A              | María Xiao W 4-1    | Han Ying P 1-4   | NQ               | NQ               | NQ               | 9.      | [ 24 ] |
| Yu Mengyu Feng Tianwei Lin Ye | turniej drużynowy (k) | N/A              | N/A              | N/A              | N/A                 | Francja · W 3-0  | Chiny · P 0-3    | NQ               | NQ               | 5.      | [ 25 ] |

### Wioślarstwo
| Zawodnik | Konkurencja | Eliminacje | Eliminacje | Repasaż | Repasaż | Ćwierćfinały | Ćwierćfinały | Półfinały | Półfinały       | Finał   | Finał      | Miejsce | Źródło |
| Zawodnik | Konkurencja | Czas       | M.         | Czas    | M.      | Czas         | M.           | Czas      | M.              | Czas    | M.         | Miejsce | Źródło |
| -------- | ----------- | ---------- | ---------- | ------- | ------- | ------------ | ------------ | --------- | --------------- | ------- | ---------- | ------- | ------ |
| Joan Poh | W1x         | 8:31,12    | 6.         | 8:40,06 | 4.      | N/A          | N/A          | 8:47,77   | 3. Półfinał E/F | 8:21,23 | 4. Finał E | 28.     | [ 26 ] |

### Żeglarstwo
| Zawodnik                 | Konkurencja | Wyścig | Wyścig | Wyścig | Wyścig | Wyścig | Wyścig | Wyścig | Wyścig | Wyścig | Wyścig | Wyścig | Wyścig | Wyścig | Punkty | Finałowa pozycja | Źródło |
| Zawodnik                 | Konkurencja | 1      | 2      | 3      | 4      | 5      | 6      | 7      | 8      | 9      | 10     | 11     | 12     | M*     | Punkty | Finałowa pozycja | Źródło |
| ------------------------ | ----------- | ------ | ------ | ------ | ------ | ------ | ------ | ------ | ------ | ------ | ------ | ------ | ------ | ------ | ------ | ---------------- | ------ |
| Kimberly Lim Cecilia Low | 49erFX      | 12     | 12     | 11     | 15     | 15     | 13     | 3      | 2      | 7      | 8      | 1      | 13     | 20     | 117    | 10.              | [ 27 ] |
| Amanda Ng                | RS:X        | 22     | 17     | 20     | 25     | 26     | 27     | 26     | 26     | 23     | 26     | 24     | 25     | NQ     | 260    | 26.              | [ 28 ] |
| Ryan Lo                  | Laser       | 18     | 15     | 6      | 28     | 21     | 24     | 22     | 36 UFD | 22     | 2      | N/A    | N/A    | NQ     | 158    | 21.              | [ 29 ] |

M – Wyścig medalowy